# Anthony Soter Fernandez
Anthony Soter Fernandez   (Sungai Petani, 22 d'abril de 1932 - Cheras, 28 d'octubre de 2020) fou un prelat de l'Església catòlica, arquebisbe emèrit de Kuala Lumpur. Va ser el primer cardenal malaisi.

## Biografia
Va ser ordenat prevere el 10 de desembre de 1966, i serví com a president de la Conferència episcopal de Malàisia, Singapur i Brunei entre 1987 i 1990, i després entre el 2000 i el 2003.
Des del 17 de febrer de 1977 i el 2 de juliol de 1983 va ser bisbe de Penang.
Va ser creat cardenal pel Papa Francesc al consistori del 19 de novembre de 2016. Va rebre el títol de cardenal prevere de Sant'Alberto Magno.